# 로즈 아일랜드 공화국 (영화)
로즈 아일랜드 공화국(L'incredibile storia dell'isola delle rose, Rose Island)은 이탈리아에서 제작된 시드니 시빌리아 감독의 2020년 드라마 영화이다. 엘리오 게르마노 등이 주연으로 출연하였다.

## 출연

### 주연
- 엘리오 게르마노
- 마틸다 데 안젤리스
- 톰 우라쉬하

## 같이 보기
- 로즈섬 공화국